# Paolo Vita-Finzi
Paolo Vita-Finzi (Torino, 31 marzo 1899 – Chianciano Terme, 2 agosto 1986) è stato un ambasciatore, giornalista e saggista italiano.

## Biografia

### Le origini e la Prima Guerra Mondiale
Paolo Vita-Finzi è figlio di Charles Vita-Finzi e Celeste Malvano, entrambi di fede ebraica. Lo zio della madre, Giacomo Malvano, fu un illustre diplomatico del Regno d'Italia. Paolo nasce e cresce a Torino, diplomandosi nel 1916 e arruolandosi diciassettenne nell'esercito. Il 6 dicembre 1917 entra in Artiglieria come sottotenente di complemento. Trasferito a sua domanda nel corpo dei Bombardieri il 14 aprile 1918, prende parte alla battaglia del Monte Grappa. Nel giugno 1918 partecipa alla battaglia del Piave, ricevendo i gradi di tenente, e continuando l'impegno militare fino all'armistizio. Viene decorato della Medaglia di Bronzo al valore militare e della croce di guerra al valore militare.
Ritornato alla vita civile, si ritrasferisce a Torino, dove frequenta Piero Gobetti e conosce Antonio Gramsci. Sempre a Torino si laurea in giurisprudenza il 30 novembre 1920 e comincia la sua attività di pubblicista. Collabora con Filippo Turati alla rivista Critica Sociale. È corrispondente presso la Repubblica di Weimar del Mondo di Giovanni Amendola e del Corriere della Sera, a Berlino. In Germania, tra l'altro, ebbe modo di seguire il processo per l'attentato al Ministro degli Esteri Walther Rathenau e l'occupazione franco-belga della Ruhr.

### La carriera diplomatica
Nel luglio 1924 Paolo Vita-Finzi entra nei ruoli del Ministero degli Affari Esteri come Volontario nella carriera diplomatico-consolare. Dopo un breve periodo all'ufficio stampa del ministero, è nominato addetto consolare nel luglio 1925 e presta servizio a Düsseldorf in qualità di Reggente il Consolato Generale dal luglio 1926. La sua carriera consolare prosegue a Sfax e poi a Tbilisi dal marzo 1928. Qui Paolo Vita-Finzi è testimone di una delle più cruente dekulakizzazioni dell'URSS e, in qualità di diplomatico, si adopera per la protezione della popolazione di origine italiana coinvolta. Sempre in Georgia conosce Nadia Touchmalova, con la quale in seguito si sposa nel 1934. Nello stesso anno è Console generale a Rosario e l'anno seguente a Sydney.
Nell'intervallo tra le varie destinazioni estere, Paolo Vita-Finzi presta servizio a Roma al Ministero degli Affari Esteri in diversi uffici. Nel settembre 1932 è nominato Esperto della delegazione italiana alla Conferenza di Stresa per l'Europa centrale e orientale. Colpito dalle leggi razziali del 1938 per via delle sue origini, perde lo status diplomatico ed il suo lavoro. Decide allora di trasferirsi come esule a Buenos Aires, diventando, per sbarcare il lunario e mantenere sua moglie e i due figli, un venditore di enciclopedie porta a porta, come ricorderà nel suo libro di memorie "Giorni lontani", uscito postumo. In Argentina stringerà un forte legame di amicizia con Ernesto Sabato, di cui sarà il traduttore una volta rientrato in Italia nel dopoguerra, con Jorge Luis Borges e Roger Caillois; lavorerà come redattore de La Nación, fondando la rivista antifascista Domani.
Nel dopoguerra, una volta reintegrato nei ranghi diplomatici della Farnesina, Paolo Vita-Finzi è destinato a Londra in qualità di console generale di seconda classe (dicembre 1946) e poi di prima classe (marzo 1947). Nel 1951 è trasferito a Helsinki con credenziali di Inviato straordinario e Ministro plenipotenziario, e nel novembre 1953 riprende servizio a Roma, divenendo Presidente della Delegazione italiana per i trattati di commercio italo-portoghese e italo-albanese. Nel maggio 1955 prende parte ai negoziati italo-jugoslavi sull'attuazione del Memorandum di Londra del 1954 per dividere il Territorio Libero di Trieste tra Italia e Jugoslavia. Dal settembre 1955 al 1958 mantiene le credenziali di Ambasciatore a Oslo. Nel settembre 1959 è membro delegato per la XIV Assemblea Generale dell'ONU, e nel febbraio 1961 è a Ginevra in qualità di membro della delegazione italiana presso il Consiglio Economico e Sociale delle Nazioni Unite. La sua carriera termina quale inviato straordinario e Ministro Plenipotenziario di prima classe, svolgendo le funzioni di Ambasciatore a Budapest dall'ottobre 1961. Proprio per quest'ultimo ruolo viene contattato nel 1970 da Giorgio Perlasca, che gli rivolge alcune rimostranze per il mancato riconoscimento delle proprie azioni durante la seconda guerra mondiale.

### L'attività di saggista e letterato
Paolo Vita-Finzi è stato anche un noto saggista e autore del libro di parodie in versi e in prosa Antologia apocrifa (1927, accresciuta man mano, fino all'edizione finale del 1978), divenuto famoso soprattutto per i passaggi che castigano i vizi letterari italiani quali il bellettrismo e la retorica.
A partire dalla fine del periodo di missione consolare a Tbilisi, Paolo Vita-Finzi inizia un importante percorso di riflessione sull'impatto sociale e il significato storico, ideologico e culturale dell'Unione Sovietica, testimoniato dalla pubblicazione di Grandezza e servitù bolsceviche: sguardo d'insieme all'esperimento sovietico nel 1934, di Terra e libertà in Russia ieri e oggi nel 1972, e di Diario caucasico nel 1975, secondo una coerente linea di maturità e profondità intellettuale.
Nel 1961 pubblicò Le delusioni della libertà, un'amara riflessione sui meccanismi che condussero parte delle opinioni pubbliche borghesi dei primi del '900 a disprezzare le democrazie parlamentari ed a guardare con simpatia le tesi autoritarie che, di lì a poco, avrebbero prodotto il fascismo ed il nazismo. L'opera tratta di intellettuali tra cui Gabriele D'Annunzio, Filippo Tommaso Marinetti, Giuseppe Prezzolini, Benedetto Croce, Gaetano Mosca e Vilfredo Pareto. Nel 2023 il volume torna disponibile in una nuova edizione per iniziativa dell'Istituto Bruno Leoni, ad inaugurare la collana Liberalismi eccentrici della casa editrice IBL Libri.
Nel 1972 per l'editore di destra Giovanni Volpe pubblica il libro Il cane di Fedro, ovvero la sicurezza europea. Nel 1973 prosegue l'analisi delle deviazioni populistiche della democrazia con Peron mito e realtà. Il suo talento narrativo è sublimato nell'autobiografia Giorni lontani. Appunti e ricordi, uscita postuma per Il Mulino nel 1989.

## Opere
- Paolo Vita-Finzi, Antologia apocrifa, Roma, A. F. Formiggini, 1927.
- Paolo Vita-Finzi, Grandezza e servitù bolsceviche : sguardo d'insieme all'esperimento sovietico, Roma, Istituto per l'Europa orientale, 1934.
- Paolo Vita-Finzi, L'Italia nel mondo futuro, Buenos Aires, Caboto, 1943.
- Paolo Vita-Finzi, Le delusioni della libertà, a cura di Claudio Giunta, 3ª ed., IBL Libri, 2023  [1961], ISBN 978-88-6440-476-9.
- Paolo Vita-Finzi, Il cane di Fedro, ovvero la sicurezza europea, Roma, Giovanni Volpe Editore, 1972.
- Paolo Vita-Finzi, Terra e libertà in Russia ieri e oggi, Milano, Pan, 1972.
- Paolo Vita-Finzi, Diario caucasico, Napoli, Ricciardi, 1975.
- Paolo Vita-Finzi, Presidente a metà, Milano, Pan, 1980.
- Paolo Vita-Finzi, Giorni lontani : appunti e ricordi, prefazione di Renzo De Felice; introduzione di Giovanni Spadolini, Bologna, Il mulino, 1989.